# Grand Prix automobile de Hongrie 2013
GP précédent GP suivant
Le Grand Prix automobile de Hongrie 2013 (Formula 1 Magyar Nagydij 2013), disputé le 28 juillet 2013 sur le Hungaroring à Budapest, est la 888e épreuve du championnat du monde de Formule 1 courue depuis 1950. Il s'agit, depuis 1986, de la vingt-huitième édition du Grand Prix de Hongrie comptant pour le championnat du monde de Formule 1 et de la dixième manche du championnat 2013.
Lewis Hamilton, discret lors des différentes sessions d'essais libres dominées par les Red Bull Racing et les Lotus F1 Team, réalise sa quatrième pole position de la saison (la trentième de sa carrière) dans les ultimes secondes de la qualification, en battant de 38 millièmes de seconde la performance de Sebastian Vettel qui s'élancera à ses côtés en première ligne. Romain Grosjean, un temps inquiété par les commissaires de course quant à la conformité de sa monoplace, et Nico Rosberg partent de la deuxième ligne ; Fernando Alonso, cinquième, se place sur la troisième ligne au côté de Kimi Räikkönen. Les McLaren Racing sont à nouveau en difficulté, Sergio Pérez s'élançant neuvième et Jenson Button treizième.
Au départ, Lewis Hamilton conserve la tête pour s'imposer au terme des soixante-dix tours de course après avoir effectué trois arrêts au stand. Il obtient ainsi sa première victoire de la saison, la vingt-deuxième de sa carrière et sa première pour le compte de Mercedes. Räikkönen, qui a changé de stratégie de course en course d'épreuve en passant de trois à deux arrêts au stand, se classe deuxième et devance Vettel, longtemps retardé en course par Jenson Button et victime d'un contact ayant déréglé son aileron avant. Mark Webber, victime d'ennuis de SREC lors des qualifications qui l'ont obligé à partir depuis la dixième place, réussit à terminer quatrième, devant Alonso. Romain Grosjean, seul pilote à rivaliser avec Hamilton et longtemps en mesure de lui contester la victoire, se classe finalement sixième après avoir reçu deux pénalités de la part des commissaires de course lors de ses dépassements sur Jenson Button et Felipe Massa ; suivent pour les points Button, Massa, Pérez et Pastor Maldonado qui inscrit son premier point de la saison, le premier également pour Williams F1 Team (l'année précédente, au même stade de la saison soit après dix courses, Maldonado avait déjà remporté une victoire et inscrit 29 points tandis que son écurie comptait 47 points et pointait au septième rang du championnat).
Au classement du championnat du monde des pilotes, Sebastian Vettel, avec 172 points, creuse encore un peu l'écart sur Fernando Alonso, repoussé à 39 points et désormais troisième. Kimi Räikkönen, deuxième de la course, ravit, pour un point, la deuxième place du championnat à Alonso ; suivent Hamilton (124 points), Webber (105 points) et Rosberg (84 points).
Au classement des constructeurs, Red Bull Racing reste en tête avec 277 points, devant Mercedes Grand Prix (208 points) et Ferrari (194 points) ; suivent Lotus (183 points), Force India (59 points), McLaren (57 points), Toro Rosso (24 points), Sauber (7 points) et Williams (1 point). Neuf des onze écuries engagées au championnat ont marqué des points, Caterham et Marussia n'en ayant pas encore inscrit.

## Essais libres

### Première séance, le vendredi de 10 h à 11 h 30
| Pos. | Pilote           | Voiture          | Chrono         | Écart     |
| ---- | ---------------- | ---------------- | -------------- | --------- |
| 1    | Sebastian Vettel | Red Bull-Renault | 1 min 22 s 723 |           |
| 2    | Mark Webber      | Red Bull-Renault | 1 min 22 s 982 | + 0 s 259 |
| 3    | Kimi Räikkönen   | Lotus-Renault    | 1 min 23 s 010 | + 0 s 287 |
| 4    | Fernando Alonso  | Ferrari          | 1 min 23 s 099 | + 0 s 376 |
| 5    | Romain Grosjean  | Lotus-Renault    | 1 min 23 s 111 | + 0 s 388 |
| 6    | Jenson Button    | McLaren-Mercedes | 1 min 23 s 370 | + 0 s 647 |

La température ambiante est de 29 °C et la piste est à 39 °C au départ de la première séance d'essais libres du Grand Prix de Hongrie. Daniel Ricciardo est le premier en piste devant Jules Bianchi et Romain Grosjean. La piste est très sale et il faut attendre presque vingt minutes pour que Rodolfo González fixe le temps de référence en 1 min 39 s 688 puis améliore en 1 min 37 s 942. Dix minutes plus tard, Nico Rosberg prend la tête du classement grâce à un tour bouclé en 1 min 29 s 998,,.
Sergio Pérez améliore en deux temps (1 min 25 s 476 puis 1 min 24 s 920), s'incline un temps face à Kimi Räikkönen (1 min 24 s 588 puis 1 min 24 s 056), et reprend le commandement en 1 min 23 s 591. Le Mexicain est le pilote le plus actif en piste en début de séance avec douze tours en 45 minutes. Il occupe la première place provisoire devant Pastor Maldonado et Kimi Räikkönen,,.
Fernando Alonso, dès son premier tour lancé, tourne en 1 min 23 s 503 puis Romain Grosjean passe en tête en 1 min 23 s 473. Jenson Button améliore en 1 min 23 s 416 mais son temps est battu par Alonso (1 min 23 s 099),,.
Après une heure d'essais, Sebastian Vettel n'a pas effectué le moindre tour chronométré. L'Allemand entre en piste à vingt-cinq minutes du terme, après que ses mécaniciens ont résolu le problème de freins qui le handicapait en début de session. À l'issue de son premier tour lancé, il réalise le dix-huitième temps ; il est sixième dès le tour suivant. Mark Webber réalise la meilleure performance en 1 min 22 s 982 devant Räikkönen lorsque Vettel, alors qu'il reste encore dix-huit minutes avant le drapeau à damier, fixe le meilleur temps de la séance en 1 min 22 s 723,,.
Lors de cette séance, Ferrari utilise une peinture spéciale pour visualiser l'écoulement des flux d'air sur la carrosserie de sa F138. Dans les derniers instants de cette séance, Räikkönen est victime d'une crevaison lente,,.
- Rodolfo González, pilote essayeur chez Marussia F1 Team, remplace Max Chilton lors de cette séance d'essais.

### Deuxième séance, le vendredi de 14 h à 15 h 30
| Pos. | Pilote           | Voiture          | Chrono         | Écart     |
| ---- | ---------------- | ---------------- | -------------- | --------- |
| 1    | Sebastian Vettel | Red Bull-Renault | 1 min 21 s 264 |           |
| 2    | Mark Webber      | Red Bull-Renault | 1 min 21 s 308 | + 0 s 044 |
| 3    | Romain Grosjean  | Lotus-Renault    | 1 min 21 s 417 | + 0 s 153 |
| 4    | Fernando Alonso  | Ferrari          | 1 min 21 s 426 | + 0 s 162 |
| 5    | Felipe Massa     | Ferrari          | 1 min 21 s 544 | + 0 s 280 |
| 6    | Lewis Hamilton   | Mercedes         | 1 min 21 s 802 | + 0 s 538 |

La température ambiante est de 30 °C au début de la deuxième séance d'essais libres et la piste est à 40 °C. Les pilotes s'élancent rapidement : si la piste reste sale, son état s'est amélioré par rapport au début de matinée. Max Chilton, absent lors de la première séance, est le premier en piste, suivi par Valtteri Bottas et Jules Bianchi. Chilton établit le premier tour chronométré en 1 min 29 s 373,,. 
Bottas tourne alors en 1 min 25 s 622 et, au tour suivant, améliore en 1 min 25 s 191 avant d'être relayé en tête par son coéquipier Pastor Maldonado (1 min 24 s 979). Jenson Button améliore en 1 min 24 s 883, Lewis Hamilton tourne en 1 min 24 s 137, Nico Rosberg en 1 min 23 s 752 et Romain Grosjean en 1 min 23 s 645. Adrian Sutil prend alors le commandement en 1 min 23 s 607 puis Sebastian Vettel améliore en 1 min 22 s 484. Fernando Alonso, Felipe Massa et Kimi Räikkönen n'ont pas encore pris la piste,,.
Vettel poursuit ses essais et devance son coéquipier Mark Webber de 0 s 336, Fernando Alonso étant désormais troisième à 0 s 377. Alors qu'il reste un peu plus d'une heure dans cette séance, Sebastian Vettel chausse le premier les pneus tendres et améliore son propre temps en 1 min 21 s 264, Webber suivant à 44 millièmes de seconde et Fernando Alonso échouant à 162 millièmes et devançant Felipe Massa,,.
Dans son deuxième tour lancé en pneus tendres, Romain Grosjean s'empare de la troisième place provisoire à 153 millièmes de seconde de Vettel. Seul son coéquipier Kimi Räikkönen n'a pas encore chaussé ses pneus tendres. Lors de son premier tour rapide en pneus tendres le Finlandais manque d'accrocher Jenson Button au ralenti dans le dernier virage : le Britannique n'a pas vu le pilote Lotus F1 Team arriver derrière lui. Räikkönen, en 1 min 22 s 011 ne réalise finalement que le huitième temps, devant Button et Sutil,,.
Durant la dernière demi-heure, les pilotes se concentrent sur des simulations de qualifications : le classement n'évolue pas et Vettel conserve le meilleur temps devant Webber et Grosjean,,.

### Troisième séance, le samedi de 11 h à 12 h
| Pos. | Pilote           | Voiture          | Chrono         | Écart     |
| ---- | ---------------- | ---------------- | -------------- | --------- |
| 1    | Romain Grosjean  | Lotus-Renault    | 1 min 20 s 370 |           |
| 2    | Fernando Alonso  | Ferrari          | 1 min 20 s 898 | + 0 s 168 |
| 3    | Sergio Pérez     | McLaren-Mercedes | 1 min 21 s 052 | + 0 s 322 |
| 4    | Sebastian Vettel | Red Bull-Renault | 1 min 21 s 125 | + 0 s 395 |
| 5    | Felipe Massa     | Ferrari          | 1 min 21 s 151 | + 0 s 421 |
| 6    | Lewis Hamilton   | Mercedes         | 1 min 21 s 158 | + 0 s 428 |

La température ambiante est de 31 °C et la piste est à 45 °C au départ de la dernière séance d'essais libres. Les pilotes ne tardent pas à s'élancer et Charles Pic fixe le temps de référence en 1 min 24 s 692. Les Caterham F1 Team sont les seules à effectuer des enchaînements de tours rapides lors des dix premières minutes, les autres équipes se contentant d'un tour d'installation,,. 
Kimi Räikkönen améliore en 1 min 22 s 717 puis cède face à son coéquipier Romain Grosjean (1 min 22 s 345). La Sauber C32 d'Esteban Gutiérrez souffre d'un problème et les mécaniciens s'activent autour de la voiture du Mexicain, un des trois seuls pilotes à ne pas avoir réalisé le moindre tour chronométré à la mi-séance. Lewis Hamilton se porte alors en tête en deux temps (1 min 22 s 266 puis 1 min 21 s 942). Il devance Grosjean, Mark Webber, Sergio Pérez et Räikkönen, auteur d'une très grosse glissade dans le dernier virage,,.
À dix minutes avant le drapeau à damier, les pilotes chaussent les pneus tendres et Fernando Alonso tourne en 1 min 20 s 898. Cinq minutes plus tard, Romain Grosjean améliore en 1 min 20 s 730. Le Français devance alors Alonso, Adrian Sutil, Räikkönen et Pastor Maldonado,,.
Sergio Pérez écrase sa McLaren dans un mur de pneus à deux minutes de la fin de la séance, sans dommage corporel. En plein tour lancé, Max Chilton s'est trompé de bouton sur son volant : il a actionné son limitateur de vitesse calé sur 80 km/h au lieu de son SREC, ce qui a provoqué un violent ralentissement et risque d'avoir des conséquences sur le fonctionnement de sa monoplace. Esteban Gutiérrez ne reprend pas la piste lors de cette ultime séance d'essais libres et devrait avoir des difficultés lors des phases de qualifications,,.

## Séance de qualifications

### Résultats des qualifications

#### Session Q1
La température ambiante est de 33 °C et la piste est à 48 °C au départ de la séance qualificative. Esteban Gutiérrez est le premier pilote à s'élancer, les autres tardant à le rejoindre en piste. Seul en piste, Gutiérrez fixe le temps de référence en 1 min 23 s 998,.
Paul di Resta améliore en 1 min 23 s 484, Valtteri Bottas en 1 min 21 s 532 et Daniel Ricciardo en 1 min 21 s 181,.
Fernando Alonso tourne ensuite en 1 min 20 s 652 mais est battu par Romain Grosjean (1 min 20 s 447). Finalement, Nico Rosberg, en 1 min 20 s 350, réalise le meilleur temps de la session,.
Tous les pilotes ont déjà utilisé au moins un train de pneus tendres et les six pilotes éliminés sont Max Chilton et son coéquipier Jules Bianchi, Giedo van der Garde et son coéquipier Charles Pic, Paul di Resta et Esteban Gutiérrez dont la monoplace souffre de problèmes récurrents depuis le matin,.

#### Session Q2
Kimi Räikkönen, premier en piste et chaussé de pneus tendres usagés, boucle son premier tour lancé en 1 min 20 s 987 mais s'incline face à son coéquipier Romain Grosjean qui tourne en 1 min 20 s 442. Mark Webber, en piste pour un premier tour lancé, est victime d'un problème technique au niveau de son SREC,,
Lewis Hamilton améliore en 1 min 20 s 303 mais Sebastian Vettel, en dépit d'une légère erreur de pilotage, tourne alors en 1 min 19 s 992. Il est toutefois battu dans les derniers instants par Nico Rosberg, qui a chaussé des pneus tendres neufs, (1 min 19 s 778) puis par Hamilton (1 min 19 s 862). Les pilotes McLaren sont en grandes difficultés ; si Jenson Button parvient à améliorer son temps dans les ultimes secondes il n'échappe pas à l'élimination, Sergio Pérez sauvant in extremis la dixième place,,.
Les Mercedes terminent ainsi la session aux deux premières places tandis que les six pilotes éliminés sont Jenson Button, Valtteri Bottas, Pastor Maldonado, Adrian Sutil, Nico Hülkenberg et Jean-Éric Vergne,,.

#### Session Q3
Les dix pilotes s'élancent immédiatement en piste pour un tour d'installation suivi d'un tour lancé. Kimi Räikkönen est le premier à établir un temps en 1 min 20 s 515. Cette performance est destinée à être améliorée, les pilotes ayant déjà tourné en moins de 1 min 20 s lors de la phase précédente,,.
À la fin de leur première tentative, Lewis Hamilton et Nico Rosberg, en pneus usés, pointent en tête, Hamilton tournant en 1 min 20 s 324. Sebastian Vettel, en pneus neufs, améliore en  1 min 19 s 506, reléguant Lewis Hamilton, deuxième, à 8 dixièmes de seconde,,.
Mark Webber et Daniel Ricciardo restent les seuls pilotes à n'avoir pas bouclé de tour chronométré sur un premier relais en début de séance. Handicapé par ses soucis de SREC, Webber renonce ; il partira donc dixième sur la grille de départ,,.
Lors de sa seconde tentative, tous les pilotes, chaussés de pneus neufs, améliorent leurs performances. Romain Grosjean confirme sa domination face à son coéquipier Räikkönen et pointe au second rang, à quelques millièmes de secondes de Vettel. Dans les ultimes secondes, Lewis Hamilton boucle un tour en 1 min 19 s 388 et ravit, pour 40 millièmes de secondes, la pole position à son rival allemand. Il obtient ainsi la trentième pole position de sa carrière en Formule 1. Romain Grosjean rétrograde donc en troisième position et précède Nico Rosberg, Fernando Alonso et Räikkönen,,.
Lors des vérifications techniques qui concluent la séance qualificative, les commissaires de course constatent que l'avant du fond plat de la Lotus E21 de Romain Grosjean est trop flexible puisqu'il s'abaisse de plus de 5 millimètres lorsque le poids-étalon est appliqué (« La voiture numéro 8 ne répond pas aux exigences de l’article 3.17.5 du code technique de la FIA 2013 puisque le fond plat bouge de plus de 5 mm verticalement quand la charge a été appliquée à la verticale. ») Les responsables de Lotus F1 Team, convoqués, affirment que Grosjean a endommagé cette partie de la voiture sur le vibreur du virage no 11. Après enquête sur la télémétrie, l'audition de témoins de l'incident et l'étude de vidéos, les commissaires acceptent l'explication : le Français conserve donc sa troisième place sur la grille de départ,

### Grille de départ

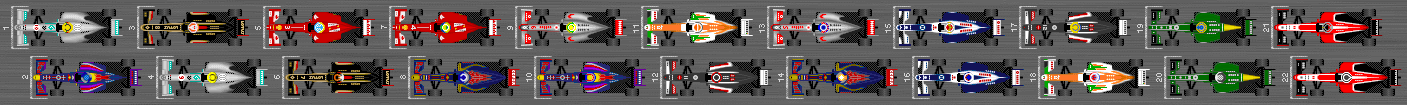
La grille de qualification et de départ du Grand Prix de Hongrie 2013.

| Pos.                                                                                      | Pilote              | Écurie               | Qualifications 1 | Qualifications 2 | Qualifications 3 |
| ----------------------------------------------------------------------------------------- | ------------------- | -------------------- | ---------------- | ---------------- | ---------------- |
| 1                                                                                         | Lewis Hamilton      | Mercedes             | 1 min 20 s 363   | 1 min 19 s 862   | 1 min 19 s 388   |
| 2                                                                                         | Sebastian Vettel    | Red Bull-Renault     | 1 min 20 s 646   | 1 min 19 s 992   | 1 min 19 s 426   |
| 3                                                                                         | Romain Grosjean     | Lotus-Renault        | 1 min 20 s 447   | 1 min 20 s 101   | 1 min 19 s 595   |
| 4                                                                                         | Nico Rosberg        | Mercedes             | 1 min 20 s 350   | 1 min 19 s 778   | 1 min 19 s 720   |
| 5                                                                                         | Fernando Alonso     | Ferrari              | 1 min 20 s 652   | 1 min 20 s 183   | 1 min 19 s 791   |
| 6                                                                                         | Kimi Räikkönen      | Lotus-Renault        | 1 min 20 s 867   | 1 min 20 s 243   | 1 min 19 s 851   |
| 7                                                                                         | Felipe Massa        | Ferrari              | 1 min 21 s 004   | 1 min 20 s 460   | 1 min 19 s 929   |
| 8                                                                                         | Daniel Ricciardo    | Toro Rosso-Ferrari   | 1 min 21 s 181   | 1 min 20 s 527   | 1 min 20 s 641   |
| 9                                                                                         | Sergio Pérez        | McLaren-Mercedes     | 1 min 21 s 612   | 1 min 20 s 545   | 1 min 22 s 398   |
| 10                                                                                        | Mark Webber         | Red Bull-Renault     | 1 min 21 s 264   | 1 min 20 s 503   | Pas de temps     |
| 11                                                                                        | Adrian Sutil        | Force India-Mercedes | 1 min 21 s 471   | 1 min 20 s 569   |                  |
| 12                                                                                        | Nico Hülkenberg     | Sauber-Ferrari       | 1 min 21 s 028   | 1 min 20 s 580   |                  |
| 13                                                                                        | Jenson Button       | McLaren-Mercedes     | 1 min 21 s 131   | 1 min 20 s 777   |                  |
| 14                                                                                        | Jean-Éric Vergne    | Toro Rosso-Ferrari   | 1 min 21 s 345   | 1 min 21 s 029   |                  |
| 15                                                                                        | Pastor Maldonado    | Williams-Renault     | 1 min 20 s 816   | 1 min 21 s 133   |                  |
| 16                                                                                        | Valtteri Bottas     | Williams-Renault     | 1 min 21 s 135   | 1 min 21 s 219   |                  |
| 17                                                                                        | Esteban Gutiérrez   | Sauber-Ferrari       | 1 min 21 s 724   |                  |                  |
| 18                                                                                        | Paul di Resta       | Force India-Mercedes | 1 min 22 s 043   |                  |                  |
| 19                                                                                        | Charles Pic         | Caterham-Renault     | 1 min 23 s 007   |                  |                  |
| 20                                                                                        | Giedo van der Garde | Caterham-Renault     | 1 min 23 s 333   |                  |                  |
| 21                                                                                        | Jules Bianchi       | Marussia-Cosworth    | 1 min 23 s 787   |                  |                  |
| 22                                                                                        | Max Chilton         | Marussia-Cosworth    | 1 min 23 s 997   |                  |                  |
| Temps minimal à réaliser pour la qualification : 1 min 25 s 974 (107 % de 1 min 20 s 350) |                     |                      |                  |                  |                  |

## Course

### Déroulement de l'épreuve
La température ambiante est de 34 °C et la piste est à 50 °C au départ du Grand Prix de Hongrie. De nombreuses écuries choisissent de placer les monoplaces sur la grille seulement quinze minutes avant le départ pour de minimiser l'impact des fortes températures sur les mécaniques. Sur la grille, les huit premiers pilotes sont en pneus tendres alors que Sergio Pérez et Mark Webber, en cinquième ligne, choisissent de s'élancer en pneus durs (la différence au tour entre les deux mélanges est estimé à une seconde et demie). À l'extinction des feux, Lewis Hamilton, en pole position, conserve la tête dans le premier virage et devance Sebastian Vettel qui tasse fortement Romain Grosjean à gauche pour garder sa position avant le premier virage. Nico Rosberg s'élance parfaitement et semble en mesure de porter une attaque sur Vettel et Grosjean. Fernando Alonso, tapi dans l'aileron arrière de Grosjean, tente l'extérieur dans le virage no 3 mais le pilote Lotus conserve son bien. Felipe Massa et Nico Rosberg entrent en contact à l'abord de la colline ; s'ils peuvent poursuivent leur route, ils ont tous deux abîmé leurs ailerons et l'Allemand plonge dans le fond du classement. Au premier passage sur la ligne de chronométrage, Hamilton précède Vettel, Grosjean, Fernando Alonso, Massa, Kimi Räikkönen, Webber, Jenson Button, Daniel Ricciardo, Pérez, Pastor Maldonado, Rosberg, Paul di Resta et Adrian Sutil,,.
Hamilton, Vettel et Grosjean s'échappent en tête de la course : au quatrième tour, Alonso a déjà plus de 6 secondes de retard sur ce trio. Au huitième tour, Hamilton devance Vettel de 1 s 6, Grosjean de 2 s 5, Alonso de 8 s, Massa de 11 s, Räikkönen de 12 s et Webber de 15 s ; suivent Button, Ricciardo et Pérez. Jean-Éric Vergne et Giedo van der Garde changent les premiers leurs pneumatiques dans ce même tour. Hamilton, Maldonado et di Resta s'arrêtent au tour suivant et Hamilton ressort huitième, chaussé de pneus durs. Ricciardo, Rosberg et Valtteri Bottas s'arrêtent au dixième tour et Vettel, Massa, Nico Hülkenberg au onzième ; Romain Grosjean est désormais en tête de la course. Alonso change ses pneumatiques au tour suivant et Grosjean, qui a effectué trois tours en tête, Räikkönen et Charles Pic au treizième,,.
Hamilton, ressorti huitième juste derrière Button, le dépasse dès le tour suivant pour éviter de perdre trop de temps. Peu à peu, Romain Grosjean, ressorti en pneus durs en cinquième position derrière Vettel revient à son contact, l'Allemand étant retardé par Jenson Button, désormais troisième, qui ne s'est toujours pas arrêté et poursuit avec ses pneus du départ. Mark Webber, parti en pneus durs et qui ne s'est pas encore arrêté est en tête de l'épreuve et devance Hamilton. Vettel a de plus en plus de difficulté à contenir Grosjean et Alonso en mesure d'utiliser leur aileron arrière mobile pour le dépasser. L'Allemand met la pression sur Button et les deux monoplaces se touchent légèrement : la Red Bull subit quelques dommages au niveau de son aileron avant et Vettel laisse filer Button pour résister à Grosjean qui l'attaque de toutes parts. Au même moment, Adrian Sutil abandonne dans son stand à cause d'un problème hydraulique,,.
Lorsque le leader Webber change ses pneus au vingt-troisième tour, Lewis Hamilton prend la tête de la course devant Button, Vettel, Grosjean et Alonso. Vettel dépasse Button, immédiatement imité par Grosjean quelques instants plus tard. Les deux pilotes se touchent : Button doit rouler dans l'herbe pour éviter l'accrochage tandis que Grosjean court-circuite une chicane. Button annonce alors avoir un problème avec son aileron avant et effectue son premier arrêt au stand pour faire vérifier sa monoplace et chausser des pneus tendres ; il est dépassé par Alonso et Webber. L'incident est examiné par les commissaires de course qui rendront leur verdict à l'issue de l'épreuve. Grosjean change ses pneus dès le tour suivant (il ressort juste devant Button) et, au vingt-sixième passage, Hamilton mène devant Vettel, Alonso, Webber, Räikkönen, Massa, Grosjean, Button, Rosberg et Maldonado,,.
Au vingt-neuvième tour, Grosjean, sixième, réalise le meilleur tour en course et dépasse Massa par l'extérieur en mettant deux roues dans l'herbe. Pour éviter un accrochage, Massa se déportant vers la droite, le Français est obligé de mettre ses quatre roues hors-piste. Une nouvelle fois, les commissaires de course examinent la manœuvre du pilote français ; ils décident de pénaliser Grosjean pour dépassement illicite en dehors du tracé de la piste. Comme Grosjean n'a pas rendu sa position à Massa, il est sanctionné d'un drive-through,,.
Massa et Hamilton changent de pneus au trente-et-unième tour ; Hamilton ressort quatrième et Vettel passe en tête. Au trente-quatrième tour, Hamilton surprend Webber, alors en bagarre avec Alonso, et lui ravit la troisième place. Vettel et Alonso effectuent leur second arrêt au stand à la fin de ce tour. Au trente-septième tour, grâce à son aileron arrière mobile, Vettel dépasse Button pour le gain de la cinquième place ; l'Anglais rentre au stand à l'issue de se tour pour changer ses pneumatiques. Pérez change ses pneus au trente-huitième tour alors que Grosjean observe sa pénalité. Le Français ressort sixième derrière Hamilton, Webber, Räikkönen, Vettel et Alonso. Räikkönen effectue son second et dernier changement de pneus (après un changement de stratégie passant de trois à deux arrêts au stand) au quarante-deuxième passage, imité par Webber au tour suivant. L'Australien chausse à nouveau les mêmes gommes : il devra donc encore s'arrêter avant la fin de la course,,.
Grosjean s'arrête une dernière fois au quarante-septième tour ; Alonso (qui ressort devant Button et Grosjean), Massa, Rosberg stoppent au tour suivant, di Resta au quarante-neuvième et Hamilton au tour suivant pendant que, sur la piste, Grosjean dépasse Button pour le gain de la sixième place. Hamilton, qui occupait toujours la tête, effectue son dernier arrêt à la fin du cinquantième tour et cède le commandement à Vettel qui devance son coéquipier Webber. Hamilton ressort des stands juste derrière Webber et, à l'issue d'une passe d'armes engagée, le dépasse autoritairement, forçant Webber à sortir de la piste pour laisser suffisamment d'espace et éviter un accrochage,,.
Au tour suivant, Vettel devance Hamilton de 7 secondes, Webber de 10 s, Räikkönen de 17 s, Alonso de 34 s et Grosjean de 35 s ; suivent Button, Massa, Rosberg et Pérez. Vettel s'arrête pour la dernière fois au cinquante-cinquième tour et reprend la piste à la quatrième place derrière Räikkönen. Webber s'arrête à dix tours du but pour chausser ses gommes tendres et ressort quatrième, derrière son coéquipier Vettel qui attaque Räikkönen,,.
Lewis Hamilton navigue seul en tête avec une avance confortable de 10 secondes lorsque son coéquipier Nico Rosberg, qui occupait la neuvième place, abandonne à cinq tours de l'arrivée, moteur en flammes. Hamilton remporte sa première victoire de la saison (sa quatrième en Hongrie), la première au volant d'une Mercedes. Räikkönen préserve sa deuxième place après une belle résistance face à Sebastian Vettel, troisième ; suivent pour les points Webber, Alonso, Grosjean (pénalisé de 20 secondes pour son dépassement sur Button), Button, Massa, Pérez et Maldonado qui obtient son premier point de l'année,,.

### Classement de la course
| Pos. | no | Pilote              | Écurie               | Tours | Temps/Abandon                      | Grille | Points |
| ---- | -- | ------------------- | -------------------- | ----- | ---------------------------------- | ------ | ------ |
| 1    | 10 | Lewis Hamilton      | Mercedes             | 70    | 1 h 42 min 29 s 445 (179,530 km/h) | 1      | 25     |
| 2    | 7  | Kimi Räikkönen      | Lotus-Renault        | 70    | + 10 s 938                         | 6      | 18     |
| 3    | 1  | Sebastian Vettel    | Red Bull-Renault     | 70    | + 12 s 459                         | 2      | 15     |
| 4    | 2  | Mark Webber         | Red Bull-Renault     | 70    | + 18 s 044                         | 10     | 12     |
| 5    | 3  | Fernando Alonso     | Ferrari              | 70    | + 31 s 411                         | 5      | 10     |
| 6    | 8  | Romain Grosjean     | Lotus-Renault        | 70    | + 52 s 295 (dont 20 s de pénalité) | 3      | 8      |
| 7    | 5  | Jenson Button       | McLaren-Mercedes     | 70    | + 53 s 819                         | 13     | 6      |
| 8    | 4  | Felipe Massa        | Ferrari              | 70    | + 56 s 447                         | 7      | 4      |
| 9    | 6  | Sergio Pérez        | McLaren-Mercedes     | 69    | + 1 tour                           | 9      | 2      |
| 10   | 16 | Pastor Maldonado    | Williams-Renault     | 69    | + 1 tour                           | 15     | 1      |
| 11   | 11 | Nico Hülkenberg     | Sauber-Ferrari       | 69    | + 1 tour                           | 12     |        |
| 12   | 18 | Jean-Éric Vergne    | Toro Rosso-Ferrari   | 69    | + 1 tour                           | 14     |        |
| 13   | 19 | Daniel Ricciardo    | Toro Rosso-Ferrari   | 69    | + 1 tour                           | 8      |        |
| 14   | 21 | Giedo van der Garde | Caterham-Renault     | 68    | + 2 tours                          | 20     |        |
| 15   | 20 | Charles Pic         | Caterham-Renault     | 68    | + 2 tours                          | 19     |        |
| 16   | 22 | Jules Bianchi       | Marussia-Cosworth    | 68    | + 2 tours                          | 21     |        |
| 17   | 23 | Max Chilton         | Marussia-Cosworth    | 67    | + 3 tours                          | 22     |        |
| 18   | 14 | Paul di Resta       | Force India-Mercedes | 66    | Hydraulique                        | 18     |        |
| 19   | 9  | Nico Rosberg        | Mercedes             | 65    | Moteur                             | 4      |        |
| Abd. | 17 | Valtteri Bottas     | Williams-Renault     | 43    | Hydraulique                        | 16     |        |
| Abd. | 12 | Esteban Gutiérrez   | Sauber-Ferrari       | 29    | Boîte de vitesses                  | 17     |        |
| Abd. | 15 | Adrian Sutil        | Force India-Mercedes | 20    | Hydraulique                        | 11     |        |

### Pole position et record du tour
- Pole position :  Lewis Hamilton (Mercedes Grand Prix) en 1 min 19 s 388 (198,665 km/h)[27].
- Meilleur tour en course :  Mark Webber (Red Bull-Renault) en 1 min 24 s 064 (187,603 km/h) au soixante-et-unième tour[28].

### Tours en tête
- Lewis Hamilton : 48 tours (1-8 / 23-31 / 35-50 / 56-70)[29]
- Sebastian Vettel : 10 tours (9-10 / 32-34 / 51-55)
- Romain Grosjean : 3 tours (11-13)
- Mark Webber : 9 tours (14-22)

## Classements généraux à l'issue de la course
| Pos. | Pilote           | Écurie               | Points |
| ---- | ---------------- | -------------------- | ------ |
| 1    | Sebastian Vettel | Red Bull-Renault     | 172    |
| 2    | Kimi Räikkönen   | Lotus-Renault        | 134    |
| 3    | Fernando Alonso  | Ferrari              | 133    |
| 4    | Lewis Hamilton   | Mercedes             | 124    |
| 5    | Mark Webber      | Red Bull-Renault     | 105    |
| 6    | Nico Rosberg     | Mercedes             | 84     |
| 7    | Felipe Massa     | Ferrari              | 61     |
| 8    | Romain Grosjean  | Lotus-Renault        | 49     |
| 9    | Jenson Button    | McLaren-Mercedes     | 39     |
| 10   | Paul di Resta    | Force India-Mercedes | 36     |
| 11   | Adrian Sutil     | Force India-Mercedes | 23     |
| 12   | Sergio Pérez     | McLaren-Mercedes     | 18     |
| 13   | Jean-Éric Vergne | Toro Rosso-Ferrari   | 13     |
| 14   | Daniel Ricciardo | Toro Rosso-Ferrari   | 11     |
| 15   | Nico Hülkenberg  | Sauber-Ferrari       | 7      |
| 16   | Pastor Maldonado | Williams-Renault     | 1      |

| Pos. | Écurie               | Points |
| ---- | -------------------- | ------ |
| 1    | Red Bull-Renault     | 277    |
| 2    | Mercedes             | 208    |
| 3    | Ferrari              | 194    |
| 4    | Lotus-Renault        | 183    |
| 5    | Force India-Mercedes | 59     |
| 6    | McLaren-Mercedes     | 57     |
| 7    | Toro Rosso-Ferrari   | 24     |
| 8    | Sauber-Ferrari       | 7      |
| 9    | Williams-Renault     | 1      |

## Statistiques
Le Grand Prix de Hongrie 2013 représente :
- la 30e pole position de sa carrière pour Lewis Hamilton[32] ;
- la 22e victoire de sa carrière pour Lewis Hamilton[33] ;
- la 13e victoire pour Mercedes en tant que constructeur[34] ;
- la 99e victoire pour Mercedes en tant que motoriste[35] ;
- la 27e course consécutive terminée dans les points par Kimi Räikkönen qui améliore ainsi son record[36].

Au cours de ce Grand Prix :
- Adrian Sutil prend son 100e départ en championnat du monde de Formule 1[37].
- Felipe Massa passe la barre des 50 000 kilomètres parcourus en championnat du monde (50 203 km)[38] ;
- En terminant dixième de la course, Pastor Maldonado inscrit son premier point de l'année et le premier de Williams F1 Team[39].
- Fernando Alonso porte un brassard noir en hommage aux victimes de l'accident ferroviaire de Saint-Jacques-de-Compostelle, tandis que les Lotus E21 arborent le drapeau de la Galice sur les flancs de leur aileron arrière[40],[41] ;
- Ferrari est sanctionné d'une amende de 15 000 euros par la Fédération internationale de l'automobile pour ne pas avoir changé les réglages électroniques du DRS de Fernando Alonso qui a pu l'actionner trois fois à des moments de la course où il n'avait pas le droit de l'utiliser[42],[43];
- Allan McNish (16 Grands Prix en 2002, vainqueur des 24 Heures du Mans 1998 et des 24 Heures du Mans 2008) est nommé assistant des commissaires de course.